# Союз через море
Союз через море (кит. упр. 海上之盟, пиньинь Hǎishàng zhī méng) — политический союз в китайской истории между государствами Сун и Цзинь в начале 12 века против государства Ляо. Союз обсуждался с 1115 по 1123 годы через посланников, переплывавших Бохайское море; также называется «Союз на море». Во время союза эти две нации договорились совместно вторгнуться в Ляо, разделить захваченные территории, отдать шестнадцать округов империи Сун, и поклялись не заключать односторонний мир с Ляо. В 1121—1123 Сун действовала нерешительно в военных кампаниях, однако чжурчжэньская Цзинь имела успех в вытеснении Ляо в Центральную Азию. Цзинь передала несколько из 16 округов империи Сун, включая современный Пекин. В 1125 году союз распался после того, как взаимные претензии привели к войне. Цзинь вторглась в собственно китайские земли и, в конечном итоге, захватила столицу Сун — город Кайфэн (в 1127 году).